# Calabritto
Calabritto – miejscowość i gmina we Włoszech, w regionie Kampania, w prowincji Avellino.
Według danych na 1 stycznia 2022 roku gminę zamieszkiwało 2127 osób (1035 mężczyzn i 1092 kobiety).